# Mozilla Add-ons
Mozilla Add-ons, dawniej Mozilla Update – strona internetowa, oferująca dodatki do oprogramowania Mozilli, włączając w to Mozilla Firefox, Mozilla Thunderbird, SeaMonkey (dawniej Mozilla Suite) i Mozilla Sunbird. Na dodatki składają się rozszerzenia, motywy, słowniki, wtyczki wyszukiwarek i wtyczki.
Jest to oficjalne miejsce pobierania dodatków Mozilli i oprogramowanie Mozilli zawiera odnośniki do Mozilla Add-ons, jednak dodatki mogą być również instalowane z innych stron internetowych.
Mozilla Add-ons jest również nieformalnie znana jako AMO lub a.m.o (skrót adresu URL). Dawniej nazywane było UMO od adresu URL, którym był update.mozilla.org.
Strona przeszła kilka zmian od momentu uruchomienia.
- Duże zmiany stron dostępnych publicznie miały miejsce 4 kwietnia 2006
- Odświeżenie wyglądu stron Firefoksa było przeprowadzone 24 października 2006 w związku z wypuszczeniem Firefoksa 2 i nowym stylem strony mozilla.com
- Kompletną przebudowę, zarówno stron publicznych, jak i stron dla twórców dodatków, o nazwie kodowej Remora, przeprowadzono 23 marca 2007
- Kolejną zmianę w wyglądzie, „Remora 3.2”, wykonano w marcu 2008

W odróżnieniu od witryny mozdev.org, która oferuje darmowy hosting dla projektów związanych z Mozillą, ta strona jest skierowana do użytkowników końcowych, nie zaś do twórców oprogramowania.
W lutym 2008 na witrynie było dostępnych ponad 4600 rozszerzeń i ponad 650 motywów. 30 stycznia 2008 poinformowano, że ze strony Mozilla Add-ons dodatki były pobrane ponad 600 milionów razy, zaś każdego dnia ponad 100 milionów razy zainstalowane przez użytkowników dodatki sprawdzają, czy nie pojawiły się aktualizacje.
Jedną z najważniejszych przyczyn, dla których Firefox zdobył popularność w Internecie, jest rozszerzanie możliwości przeglądarki poprzez dodawanie wtyczek i dodatków. Dodatki mają dość małe rozmiary - od 5 kB do 13 MB w przypadku największych, ale zwykle nie przekraczają 500 kB - i mają duży wpływ na sposób, w jaki ludzie używają przeglądarki do korzystania z Internetu. Kilka najbardziej popularnych dodatków (kolejność nie jest znacząca) to: Download Statusbar, AdBlock, Adblock Plus, McAfee SiteAdvisor, IE Tab, FasterFox, VideoDownloader, ChatZilla, FoxyTunes, Map+ i wiele innych.
Witryna Mozilla Add-ons dostępna jest m.in. w językach, takich jak: angielski, albański, baskijski, czeski, duński, holenderski, fiński, francuski, niemiecki, włoski, japoński, koreański, mongolski, polski, rumuński, rosyjski, słowacki i hiszpański.